# Château de Juaye
Le château de Juaye est un édifice situé sur le territoire de la commune de Juaye-Mondaye dans le département français du Calvados.

## Localisation
Le monument est situé dans le département français du Calvados, à Juaye-Mondaye, dans le hameau de Saint-André, sur la route départementale D67.

## Historique
Le château actuel date du XVIIIe siècle, la construction débutant vers 1740, et remplace un édifice antérieur. 
Le château actuel est commencé pour Charles-Louis Le Chanoine du Manoir, seigneur de Juaye, conseiller du Roi et achevé par Jean-Louis le Chanoine du Manoir. Le parc est aménagé à la génération suivante.
Des travaux de voirie affectent le domaine durant la Révolution française, mais la situation est rétablie au XIXe siècle. Des travaux ont également lieu dans le dernier quart du même siècle.
L'édifice est occupé par le général allié Stainer durant la bataille de Normandie.
Le château est l'objet d'une inscription partielle comme monument historique depuis le 14 avril 1988 : sont inscrits les façades et les toitures, les deux perrons et leur balustrade, l'escalier et sa rampe, le vestibule, et deux salons, le salon gris et le salon vert situé au rez-de-chaussée.

## Architecture
Le fronton de l'édifice comporte les armoiries de la famille l'ayant édifié.